# 마러시아 모터스
마러시아 모터스(영어: Marussia Motors, 러시아어: Маруся)는 러시아 모스크바에 본사를 둔 스포츠카 생산회사였다.

## 연혁
- 2007년: 회사 설립
- 2014년: 폐업

## 생산했던 차종
- 마러시아 B1
- 마러시아 B2
- 마러시아 F2: 마러시아에서 2010년 5월 2일에 공개한 SUV[1]